# Idyella australis
Idyella australis är en kräftdjursart som först beskrevs av Brady.  Idyella australis ingår i släktet Idyella och familjen Tisbidae. Inga underarter finns listade i Catalogue of Life.